# هیروسکی (دهانه)
هیروسکی یک دهانه برخوردی در ماه‌ است.